# Телемеа
Телемеа (рум. Telemea) је назив румунског сира који се традиционално прави од овчијег млека. Данас се тај термин односи на сир направљен од крављег млека, а у неким случајевима и од козјег или бивољег млека.

## Опис
Телемеа може имати већи садржај воде, што је чини меким или полумеким сиром са кремастом текстуром и киселкастим укусом. Алтернативно, сир се подвргава процесу старења који га чини хрскавијим, укуснијим и сланијим. Семе кима се повремено додаје за љути, орашасти укус. Користи се као стони сир за грицкалице, у салатама и у разним јелима (нпр. омлети, палачинке).

## Производња
Да би се направио сириште се додаје у млеко да би се згрушало. Најчешће се користи кравље и овчије млеко, док су козје и бивоље млеко више деликатесни. Добијени скувани скруш се уклања и чува у гази, пресује преко ноћи, а затим сече на квадратне комаде. Сир се затим оставља да сазри у саламури. Након тога се складишти у дрвеним бурадима. Може се чувати током целе зиме у концентрованијој саламури, у ком случају се пре конзумирања рассољује у слаткој води.

## Сертификација
Почев од 2004. Телемеа треба да постане заштићени традиционални специјалитетски производ Румуније, а следеће врсте Телемее су затражиле да буду признате под ознакама ПДО или ПГИ: 
- Телемеа де Арђеш
- Телемеа де Брашов
- Телемеа де Кареј
- Телемеа де Харгита
- Телемеа де Хуедин
- Телемеа де Ибанешти [3]
- Телемеа де Нучет
- Телемеа де Сибиу
- Телемеа де Валча

ЕУ је 2017. признала Телемеу де Ибанешти као вино са заштићеном ознаком порекла (ЗОП), а затим и Телемеу де Сибиу као вино са заштићеном географском ознаком (ЗГИ) 2019. 